# 奥根科梅林东县
奥根科梅林东县（印尼语：Ogan Komering Ilir Regency），简称OKI ，亦被译为奥根科墨林伊尔。是印度尼西亚南苏门答腊省的一个县级行政单位。它的名字源于流经该地区的两条主要河流：奥根河和科梅林河。奥根科梅林东县的治所是卡尤阿贡镇（Kayu Agung）。该县北连巨港、奥根东县和万由辛县，东临邦加海峡和爪哇海，南通楠榜府，西达奥根东县和东奥根科梅林西县。
奥根科梅林东县2020年人口普查为769,348人。面积为19,023.47平方公里，土地性质大多是滩涂沼泽和湿地。主要农作物有咖啡、甘蔗、油棕、橡胶、可可豆、菠萝、茶叶和鱼类。亚洲浆纸公司（Asia Pulp & Paper）旗下的纸浆和造纸公司（PT OKI Pulp and Paper）为当地主要的轻工业工厂。
1. ↑  .   [2023-04-18]. （原始内容存档于2015-07-10）.
2. ↑  Badan Pusat Statistik, Jakarta, 2021.
3. ↑  . Media Informasi Kabupaten Ogan Komering Ilir. 25 April 2022  [2023-04-18]. （原始内容存档于2022-05-31）.
4. ↑  . Media Informasi Kabupaten Ogan Komering Ilir. 28 May 2022  [2023-04-18]. （原始内容存档于2022-05-31）.